# Korea K-Pop Hot 100
Le Korea K-Pop Hot 100 était un classement de singles aux États-Unis et en Corée du Sud. Il a été lancé le 25 août 2011, en même temps que le Billboard et le Billboard Korea. Il se basait sur les ventes digitales via les sites majeurs du domaine ainsi que les téléchargements effectués depuis des services mobiles utilisant la formule standard de l'industrie, et les sources de données les plus crédibles en Corée du Sud. Il est le deuxième classement Billboard asiatique, après le Japan Hot 100.
Silvio Pietroluongo, le directeur des classements Billboard a déclaré que « le lancement du Billboard K-Pop Hot 100 est un événement marquant, car il apportera au marché musical coréen une approche précise et pertinente des meilleures chansons du moment ». Il a également ajouté qu'ils « sont enthousiastes à l'idée d'étendre le reconnu Billboard Hot 100 dans ce pays, et qu'ils sont impatients d'améliorer le K-Pop Hot 100 dans un futur proche, avec encore plus de données afin de créer de nouveaux classements qui montreraient l'ampleur de la musique coréenne ».
La première chanson à être à la première place du classement fut « So Cool » de Sistar dans l'édition du 3 septembre 2011.
Le classement a cessé d'être paru aux États-Unis par Billboard le 17 mai 2014. La version coréenne a pris fin un peu plus tard, le 16 juillet 2014. Le classement a par la suite été remis à neuf et relancé en décembre 2017. Cependant, avec une dernière publication datant du 30 avril 2022, le classement semble avoir été abandonné et remplacé par le South Korea Songs qui a débuté la semaine suivante.

## Accomplissements par artistes

### Artistes avec le plus de titres n°1
| Place | Nombre de chansons | Artiste       | Chansons |
| ----- | ------------------ | ------------- | --- |
| 1re   | 14 chansons        | IU            | You and I Every End of the Day The Red Shoes Friday Not Spring, Love or Cherry Blossoms My Old Story Love Story (avec Epik High) SoulMate (avec Zico) Bbibbi Love Poem Blueming Eight (avec Suga) Celebrity Lilac |
| 2e    | 7 chansons         | BTS           | DNA Fake Love Idol Boy with Luv (avec Halsey) On Dynamite Butter |
| 3e    | 6 chansons         | Twice         | Signal Likey Heart Shaker What Is Love? Dance the Night Away Feel Special |
| 4e    | 5 chansons         | Exo           | Ko Ko Bop Power Universe Tempo Love Shot |
| 5e    | 4 chansons         | Sistar        | So Cool Alone Loving U Give It to Me |
| 5e    | 4 chansons         | Busker Busker | Tokyo Girl Cherry Blossom Ending If You Really Love Me Love, At First |
| 5e    | 4 chansons         | K.Will        | Please Don't Love Blossom You Don't Know Love Like a Star |
| 6e    | 3 chansons         | Hyorin        | Crazy For You One Way Love Goodbye |
| 6e    | 3 chansons         | Lee Hi        | It's Cold (avec Epik High) 1, 2, 3, 4 Rose |
| 6e    | 3 chansons         | Davichi       | Don't Say Goodbye Missing You Today The Letter |

### Artistes cumulant le plus de semaines à la première place (toutes chansons)
| Place | Artiste                   | Nombre de semaines |
| ----- | ------------------------- | ------------------ |
| 1re   | IU                        | 14                 |
| 2e    | BLACKPINK                 | 12                 |
| 3e    | Lee Seung-gi              | 7                  |
| 3e    | Busker Busker             | 7                  |
| 3e    | Sistar                    | 7                  |
| 4e    | Psy                       | 6                  |
| 4e    | Davichi                   | 6                  |
| 4e    | Soyou x Jungigo           | 6                  |
| 5e    | T-ara                     | 5                  |
| 5e    | Lee Hi                    | 5                  |
| 6e    | Big Bang                  | 4                  |
| 6e    | Taeyang                   | 4                  |
| 6e    | Sistar19                  | 4                  |
| 6e    | Roy Kim                   | 4                  |
| 6e    | Lyn                       | 4                  |
| 6e    | Huh Gak                   | 4                  |
| 6e    | Ailee                     | 4                  |
| 6e    | K.Will                    | 4                  |
| 7e    | Girls' Generation         | 3                  |
| 7e    | Naul                      | 3                  |
| 7e    | Seo In-guk et Jung Eun-ji | 3                  |
| 7e    | Yoon Mi-rae               | 3                  |
| 7e    | Hyorin                    | 3                  |

### Artistes ayant le plus débuté à la première place
| Place | Artiste           | Nombre de chansons | Chansons                                                         |
| ----- | ----------------- | ------------------ | ---------------------------------------------------------------- |
| 1re   | Sistar            | 3                  | "So Cool" "Alone" "Loving You"                                   |
| 1re   | Busker Busker     | 3                  | "Cherry Blossom Ending" "If You Really Love Me" "Love, At First" |
| 1re   | Hyorin            | 3                  | "Crazy of You" "One Way Love" "Goodbye"                          |
| 2e    | Lee Seung-gi      | 2                  | "Time for Love" "Return"                                         |
| 2e    | Girls' Generation | 2                  | "The Boys" "I Got a Boy"                                         |

### Artistes avec le plus de chansons dans le Top 10 durant la même semaine
| Place | Artiste         | Nombre de chansons | Chansons Position# | Date                    |
| ----- | --------------- | ------------------ | --- | ----------------------- |
| 1re   | Busker Busker   | 8                  | "Love, At First" #1 "Too Much Regret" #2 "Love Is Timing" #3 "Your Lips" #4 "Night" #6 "Cool Girl" #7 "Beautiful Age" #8 "Autumn Night" #9 | 12 octobre 2013         |
| 2e    | Busker Busker   | 6                  | "Cherry Blossom Ending" #1 "Night Sea in Yeosu" #5 "First Love" #6 "Loneliness Amplifier" #8 "Ideal Type" #9 "The Flowers" #10             | 21 avril 2012           |
| 3e    | Big Bang        | 5                  | "Blue" #1 "Love Dust" #2 "Bad Boy" #3 "Fantastic Baby"#5 "Ain't No Fun" #8                                                                 | 17 mars 2012            |
| 3e    | Busker Busker   | 5                  | "Cherry Blossom Ending" #1 "First Love" #4 "Night Sea in Yeosu" #6 "Loneliness Amplifier" #8 "Ideal Type" #9                               | 14 avril 2012           |
| 3e    | IU              | 5                  | "The Red Shoes" #1 "Everybody Has Secrets" #3 "Between the Lips (50cm)" #5 "Love of B" #7 "Modern Times" #10                               | 26 octobre 2013         |
| 4e    | IU              | 4                  | "You and I" #1 "Secret" #5 "Uncle" #8 "Sleeping Prince of the Woods" #9                                                                    | 17 décembre 2011        |
| 4e    | Big Bang        | 4                  | "Blue" #1 "Fantastic Baby"#2 "Bad Boy" #5 "Love Dust" #8                                                                                   | 24 mars 2012            |
| 4e    | Busker Busker   | 4                  | "Love, At First" #1 "Too Much Regret"#4 "Love Is Timing" #6 "Your Lips" #8                                                                 | 19 octobre 2013         |
| 4e    | 2NE1            | 4                  | "Come Back Home" #2 "Gotta Be You"#4 "If I Were You" #7 "Crush" #9                                                                         | 15 mars 2014            |
| 5e    | Leessang        | 3                  | "I Turned Off the TV..." #1 "The Answer to Me Is You" #3 "Reminiscence" #5                                                                 | 10 septembre 2011       |
| 5e    | Lee Seung-gi    | 3                  | "Return" #1 "Words That Say I Love You" #9 "Forest" #10                                                                                    | 8 décembre 2012         |
| 5e    | Sistar          | 3                  | "Give It to Me" #1 "The Way You Make Me Melt"(Feat. Geeks) #2 "Bad Boy" #3                                                                 | 29 juin 2013            |
| 5e    | G-Dragon        | 3                  | "Crooked"#2 "Black"#3 "Who You?"#4 | 21 et 28 septembre 2013 |
| 5e    | Akdong Musician | 3                  | "200%"#1 "Give Love"#3 "Melted"#8 | 26 avril 2014           |
| 5e    | Taeyang         | 3                  | "Eyes, Nose, Lips"#1 "Stay With Me"#4 "1AM"#6                                                                                              | juin 2014               |

## Accomplissements par chansons

### Débuts à la première place
| Chanson                      | Artiste                      | Date              |
| ---------------------------- | ---------------------------- | ----------------- |
| "So Cool"                    | Sistar                       | 3 septembre 2011  |
| "Time for Love"              | Lee Seung-gi                 | 29 octobre 2011   |
| "The Boys"                   | Girls' Generation            | 5 novembre 2011   |
| "Blue"                       | Big Bang                     | 10 mars 2012      |
| "Cherry Blossom Ending"      | Busker Busker                | 14 avril 2012     |
| "Alone"                      | Sistar                       | 28 avril 2012     |
| "Every End of the Day"       | IU                           | 26 mai 2012       |
| "If You Really Love Me"      | Busker Busker                | 7 juillet 2012    |
| "Loving U"                   | Sistar                       | 14 juillet 2012   |
| "I Love You                  | 2NE1                         | 21 juillet 2012   |
| "Memory of the Wind"         | Naul                         | 6 octobre 2012    |
| "Return"                     | Lee Seung-gi                 | 8 décembre 2012   |
| "I Got a Boy"                | Girls' Generation            | 1er janvier 2013  |
| "Gone Not Around Any Longer" | Sistar19                     | 16 février 2013   |
| "And One"                    | Taeyeon                      | 30 mars 2013      |
| "Rose"                       | Lee Hi                       | 17 avril 2013     |
| "Love Blossom"               | K.Will                       | 20 avril 2013     |
| "Gentleman"                  | Psy                          | 27 avril 2013     |
| "Will You Be Alright?"       | BEAST                        | 15 juin 2013      |
| "Missing You Today"          | Davichi                      | 20 juillet 2013   |
| "Crazy of You"               | Hyorin                       | 7 septembre 2013  |
| "Touch Love"                 | Yoon Mi-rae                  | 14 septembre 2013 |
| "Love, At First"             | Busker Busker                | 12 octobre 2013   |
| "Break Up Dinner"            | San E ft. Sanchez de Phantom | 7 décembre 2013   |
| "One Way Love"               | Hyorin                       | 14 décembre 2013  |
| "Eyes, Nose, Lips"           | Taeyang                      | 3 juin 2014       |

### Chansons étant restées le plus de semaines à la première place
| Place | Chanson                      | Artiste                   | Semaines | Année     |
| ----- | ---------------------------- | ------------------------- | -------- | --------- |
| 1re   | "Some"                       | Soyou x Jungigo           | 6        | 2014      |
| 1re   | "Return"                     | Lee Seung-gi              | 6        | 2012-2013 |
| 2e    | "You and I"                  | IU                        | 5        | 2011-2012 |
| 2e    | "Gangnam Style"              | Psy                       | 5        | 2012      |
| 3e    | "Eyes, Nose, Lips"           | Taeyang                   | 4        | 2014      |
| 3e    | "To Turn Back Hands of Time" | Lyn                       | 4        | 2012      |
| 3e    | "Alone"                      | Sistar                    | 4        | 2012      |
| 3e    | "Every End of the Day"       | IU                        | 4        | 2012      |
| 3e    | "Gone Not Around Any Longer" | Sistar19                  | 4        | 2013      |
| 4e    | "Don't Say Goodbye"          | Davichi                   | 3        | 2011      |
| 4e    | "Lovey-Dovey"                | T-ara                     | 3        | 2012      |
| 4e    | "Blue"                       | Big Bang                  | 3        | 2012      |
| 4e    | "All for You"                | Seo In-guk et Jung Eun-ji | 3        | 2012      |
| 4e    | "Memory of the Wind"         | Naul                      | 3        | 2012      |
| 4e    | "1, 2, 3, 4"                 | Lee Hi                    | 3        | 2012      |
| 4e    | "Cherry Blossom Ending"      | Busker Busker             | 3        | 2012/2013 |
| 4e    | "Bom Bom Bom"                | Roy Kim                   | 3        | 2013      |
| 4e    | "Touch Love"                 | Yoon Mi-rae               | 3        | 2013      |

### Chansons restées le plus de semaines dans le Top 10
| Place | Chanson                       | Artiste                   | Semaines | Année     |
| ----- | ----------------------------- | ------------------------- | -------- | --------- |
| 1re   | "Gangnam Style"               | Psy                       | 14       | 2012      |
| 2e    | "Some"                        | Soyou x Jungigo           | 12       | 2014      |
| 3e    | "Loving U"                    | Sistar                    | 10       | 2012      |
| 3e    | "Return"                      | Lee Seung-gi              | 10       | 2012-2013 |
| 4e    | "Come Back Home"              | 2NE1                      | 9        | 2014      |
| 4e    | "Gotta Be You"                | 2NE1                      | 9        | 2014      |
| 4e    | "Eyes, Nose, Lips"            | Taeyang                   | 9        | 2014      |
| 4e    | "I Miss You"                  | Noel                      | 9        | 2011-2012 |
| 4e    | "Cry Cry"                     | T-ara                     | 9        | 2011-2012 |
| 4e    | "You and I"                   | IU                        | 9        | 2011-2012 |
| 4e    | "Trouble Maker"               | Trouble Maker             | 9        | 2011-2012 |
| 4e    | "Fantastic Baby"              | Big Bang                  | 9        | 2012      |
| 4e    | "My Love"                     | Lee Jong-hyun             | 9        | 2012      |
| 4e    | "Officially Missing You, Too" | Geeks et Soyou            | 9        | 2012      |
| 4e    | "My Love"                     | Lee Seung-chul            | 9        | 2013      |
| 5e    | "Don't Say Goodbye"           | Davichi                   | 8        | 2011      |
| 5e    | "The Western Sky"             | Ulala Session             | 8        | 2011      |
| 5e    | "Be My Baby"                  | Wonder Girls              | 8        | 2011-2012 |
| 5e    | "To Turn Back Hands of Time"  | Lyn                       | 8        | 2012      |
| 5e    | "Alone"                       | Sistar                    | 8        | 2012      |
| 5e    | "Turtle"                      | Davichi                   | 8        | 2013      |
| 5e    | "What's Your Name?"           | 4Minute                   | 8        | 2013      |
| 5e    | "Touch Love"                  | Yoon Mi-rae               | 8        | 2013      |
| 5e    | "Something"                   | Girl's Day                | 8        | 2014      |
| 6e    | "So Cool"                     | Sistar                    | 7        | 2011      |
| 6e    | "Heaven"                      | Ailee                     | 7        | 2012      |
| 6e    | "Cherry Blossom Ending"       | Busker Busker             | 7        | 2012      |
| 6e    | "I Love You"                  | 2NE1                      | 7        | 2012      |
| 6e    | "All for You"                 | Seo In-guk et Jung Eun-ji | 7        | 2012      |
| 6e    | "I Will Show You"             | Ailee                     | 7        | 2012      |
| 6e    | "Caffeine"                    | Yang Yoseob               | 7        | 2012-2013 |
| 6e    | "Gone Not Around Any Longer"  | Sistar19                  | 7        | 2013      |
| 6e    | "Bounce"                      | Cho Yong-pil              | 7        | 2013      |
| 6e    | "Bom Bom Bom"                 | Roy Kim                   | 7        | 2013      |

## Classements de fin d'année
| Place | Chanson                      | Artiste                    |      |
| 2012  | 2012                         | 2012                       | 2012 |
| ----- | ---------------------------- | -------------------------- | ---- |
| 1re   | Gangnam Style                | Psy                        |      |
| 2e    | "To Turn Back Hands of Time" | Lyn                        |      |
| 3e    | "Loving U"                   | Sistar                     |      |
| 4e    | "Lovey-Dovey"                | T-ara                      |      |
| 5e    | "Alone"                      | Sistar                     |      |
| 6e    | "My Love"                    | Lee Jong-hyun              |      |
| 7e    | "Cherry Blossom Ending"      | Busker Busker              |      |
| 8e    | "All for You"                | Seo In-guk et Jung Eun-ji  |      |
| 9e    | "Fantastic Baby"             | Big Bang                   |      |
| 10e   | "I Love You"                 | 2NE1                       |      |
| 2013  |                              |                            |      |
| 1re   | Gone Not Around Any Longer   | Sistar19                   |      |
| 2e    | "Bounce"                     | Cho Yong Pil               |      |
| 3e    | "My Love"                    | Lee Seung Chul             |      |
| 4e    | "Shower Of Tears"            | BAE CHI GI feat. Ailee     |      |
| 5e    | "Turtle"                     | Davichi                    |      |
| 6e    | "What's Your Name?"          | 4Minute                    |      |
| 7e    | "Bom Bom Bom"                | Roy Kim                    |      |
| 8e    | "Give It To Me"              | Sistar                     |      |
| 9e    | "Bar Bar Bar"                | Crayon Pop                 |      |
| 10e   | "Monodrama"                  | Huh Gak avec Yoo Seung-woo |      |